# Interpretazione alla Berkeley
L'interpretazione alla Berkeley della meccanica quantistica fa riferimento alla concezione immaterialistica di George Berkeley, filosofo empirista irlandese vissuto tra il 1685 e il 1753. Berkeley negava l'esistenza di oggetti corporei e sosteneva che la causa di tutte le nostre percezioni non fosse una realtà materiale esterna, ma una volontà o spirito, che egli identificava con il Dio cristiano; come il sogno è generato dalla nostra mente, l'universo è una sorta di sogno collettivo suscitato da Dio nelle nostre anime. Proprio come in un sogno possiamo avere percezioni spazio-temporali o relative ad oggetti materiali senza che esista nulla del genere, non è lecito concludere che le nostre percezioni siano generate da sostanze materiali esterne oggettivamente esistenti.

## Descrizione
Nel corso della storia è risultata sempre più evidente l'esistenza di una stretta relazione tra matematica e leggi naturali; molti scienziati e pensatori hanno espresso il loro stupore di fronte a questa peculiarità della natura ed una ampia discussione del problema si trova nel celebre articolo di Eugene Wigner intitolato The Unreasonable Effectiveness of Mathematics in the Natural Sciences. Nella meccanica quantistica la relazione tra leggi fisiche e strutture matematiche è divenuta ancora più stretta di quanto non fosse in precedenza, poiché non è più possibile descrivere la materia utilizzando immagini concrete, derivanti dalla nostra diretta esperienza sensoriale.
Le leggi della fisica quantistica sono infatti espresse in spazi matematici astratti (spazi di Hilbert), lo stato del sistema è rappresentato da una funzione matematica chiamata funzione d'onda e le particelle quantistiche godono di proprietà che non hanno alcun equivalente classico, come lo spin che è di fatto una proprietà matematica della funzione d'onda. Anche il concetto di forza, inteso classicamente come qualcosa che spinge, tira o deforma un oggetto nello spazio, è sostituito da quello di interazioni rappresentate da operatori matematici, i cui effetti possono essere molto diversi dalla semplice modifica dello stato di moto di un oggetto, in quanto possono creare e distruggere particelle, o indurre delle vere e proprie trasformazioni nelle particelle: per esempio i gluoni fanno cambiare "colore" ai quark.
Lo stato di un sistema quantistico è descritto dalla funzione d'onda e non possiede valori definiti per tutte le grandezze fisiche misurabili su di esso; sono invece definite solo le distribuzioni di probabilità relative ai valori misurabili per tali grandezze. Una volta effettuata la misura, il sistema avrà un valore definito relativamente alla grandezza misurata, e questo comporta una modifica radicale della sua funzione d'onda (collasso della funzione d'onda); infatti la funzione d'onda descrive sempre infinite possibilità mentre affinché un evento abbia luogo, è necessario che la funzione d'onda assegni una probabilità del 100% ad una sola possibilità e 0% di probabilità a tutte le altre. L'evoluzione temporale della funzione d'onda è determinata dall'equazione di Schrödinger,  ma tale equazione non determina mai il collasso della funzione d'onda, che invece viene imposto dal fisico "a mano"; il collasso rappresenta una  violazione dell'equazione di Schrödinger, e la causa del collasso è quindi attribuibile solo ad un agente non descritto dalla stessa equazione di Schrödinger. 
La meccanica quantistica non descrive la realtà come qualcosa che esiste oggettivamente in ogni istante, ma come una successione di eventi isolati nel tempo (ossia i fenomeni che osserviamo nel momento stesso in cui li osserviamo), mentre tra tali eventi esistono solo infinite possibilità e manca quindi una continuità tra gli eventi. Entra quindi in crisi l'idea di esistenza oggettiva della realtà fisica, che era un presupposto della fisica classica, e si pone la questione di stabilire il ruolo dell'osservatore nella determinazione delle proprietà del sistema. Il problema che la fisica quantistica non risolve è quale sia la causa della transizione tra lo stato indeterminato (ossia lo stato che rappresenta molteplici possibilità) e lo stato determinato (ossia lo stato che descrive l'evento osservato), dato che tale causa non è riconducibile a nessuna interazione fisica, proprio per il fatto che la suddetta transizione rappresenta una violazione dell'equazione di Schrödinger, che include tutte le interazioni fisiche note.
Nell'interpretazione alla Berkeley la realtà fisica non è considerata come qualcosa di esistente oggettivamente in sé e per sé, ma solo come una teoria matematica esistente come concetto nella mente di Dio e proiettata da Dio nelle nostre menti attraverso le immagini sensoriali che percepiamo; dunque tanto la funzione d'onda quanto il suo collasso, sono reali solo in quanto rappresentano le modalità con cui Dio concepisce l'universo e suscita in noi le nostre impressioni sensoriali. Non è quindi la mente dell'osservatore a causare il collasso, né la natura stessa, come ipotizzano certe interpretazioni della meccanica quantistica (come, per esempio, Jim Al-Khalili in "La fisica del diavolo. Maxwell, Schrödinger, Einstein e i paradossi del mondo" del 2012); Dio è la sola causa di ogni fenomeno osservato e determina ogni fenomeno in modo che siano rispettate le distribuzioni statistiche previste dalle equazioni della meccanica quantistica. Anche lo spazio ed il tempo, nelle modalità da noi percepite, sono solo rappresentazioni della nostra mente e non esistono oggettivamente al di fuori di noi; ammettendo la mera natura matematica dello spazio e del tempo, si spiegano sia i controintuitivi effetti relativistici, come la dilatazione del tempo e la contrazione delle lunghezze, sia la violazione del principio di località che si osserva nell'entanglement quantistico.